# Henri van Abbe Stichting
De Henri van Abbe Stichting is een Nederlandse stichting in Eindhoven die zich inzet voor behoud van onroerend erfgoed.

## Geschiedenis
De Henri van Abbe Stichting werd in 1992 opgericht toen het Van Abbemuseum dreigde te verdwijnen onder de geplande nieuwbouw. Toen de strijd voor het behoud van de oudbouw was gewonnen, bleef de Stichting bestaan omdat bleek dat er veel meer gebouwen in Eindhoven op de nominatie stonden om te verdwijnen. Sindsdien werkt een corps  van vrijwilligers aan de instandhouding van gebouwen en structuren in een stad waarvan de middeleeuwse oorsprong nauwelijks valt af te lezen.

## Visie en activiteiten
De stadsrechten van Eindhoven zijn vijftig jaar ouder dan die van Amsterdam, en ruim 100 jaar ouder dan die van Rotterdam. De Van Abbe Stichting acht het haar opgave die historie weer 'leesbaar' te maken. Anno 2022 werden op deze wijze tientallen gebouwen en monumenten van de ondergang gered. Alsook de voorwaardelijke renovatie van de Sint-Catharinakerk.
De Stichting reikt eens in de twee jaar de 'Henri van Abbe Prijs' uit. De Prijs gaat naar een burger of een organisatie die op opvallende wijze heeft laten zien dat het verzorgen van erfgoed de sfeer in Eindhoven aanmerkelijk kan verbeteren. Bij de prijsuitreiking hoort een bronzen penning met daarop de beeldenaar van Henri van Abbe, de naamgever van de Stichting.